# Joan Baldoví
 (mars 2024).
Si vous disposez d'ouvrages ou d'articles de référence ou si vous connaissez des sites web de qualité traitant du thème abordé ici, merci de compléter l'article en donnant les références utiles à sa vérifiabilité et en les liant à la section « Notes et références ».
Joan Baldoví Roda, né le 7 août 1958 à Sueca (Valence), est un homme politique espagnol membre de Compromís.
Il est député au Congrès pour la circonscription de Valence entre 2011 et 2023, puis député au Parlement valencien depuis 2023.

## Biographie

### Vie privée
Marié, il est père de trois filles.

### Profession
Il est enseignant de langue valencienne.

### Carrière politique
Conseiller municipal de Sueca entre 1999 et 2007, il est maire de la commune entre 2007 et 2011.
Le 20 novembre 2011, il est élu député pour Valence au Congrès des députés et réélu en 2015 et 2016.